# Benjamin Bratt
Benjamin G. Bratt  (San Francisco, 16 de dezembro de 1963) é um ator estadunidense já nomeado ao Emmy.

## Filmografia
- 2017 - Coco (Dublagem - Ernesto De La Cruz)
- 2016 - Doutor Estranho
- 2014 - 24 Horas: Viva um Novo Dia (TV)
- 2008 - The Andromeda Strain
- 2007 - O amor nos tempos do cólera (Love in the time of cholera)
- 2005 - Great raid, The
- 2004 - Impulsividade (Thumbsucker)
- 2004 - O Lenhador (Woodsman, The)
- 2004 - Mulher-Gato (Catwoman)
- 2002 - Sem pistas (Abandon)
- 2001 - Depois da tempestade (After the storm)
- 2001 - Piñero (Piñero)
- 2000 - Acting class, The
- 2000 - Traffic (Traffic)
- 2000 - Miss Simpatia (Miss Congeniality)
- 2000 - Planeta vermelho (Red planet)
- 2000 - Last producer, The
- 2000 - Sobrou pra você (Next best thing, The)
- 1998 - Exiled (TV)
- 1997 - Follow me home
- 1996 - Marcas do ódio (Woman undone) (TV)
- 1994 - Texas (Texas) (TV)
- 1994 - O rio selvagem (River wild, The)
- 1994 - Perigo real e imediato (Clear and present danger)
- 1993 - A presa (Shadowhunter) (TV)
- 1993 - O demolidor (Demolition man)
- 1993 - Marcados pelo sangue (Bound by honor)
- 1991 - Correntes alucinantes (Chains of gold) (TV)
- 1991 - Estranhos encontros (Bright angel)
- 1991 - Justiça sob tutela (One good cop)
- 1989 - Força tarefa especial (Nasty boys)
- 1988 - Police Story: Gladiator school (TV)

## Prêmios
- Recebeu 2 indicações ao Framboesa de Ouro de Pior Dupla, por "Sobrou pra Você" (2000) e "Mulher-Gato" (2004).